# Gonzalo Manibog
Gonzalo Montilla-Manibog (ur. 14 lutego 1930 w Laoag, zm. 12 sierpnia 2016 w Los Angeles) – filipiński zapaśnik walczący w stylu wolnym. Olimpijczyk z Helsinek 1952, gdzie zajął szesnaste miejsce w kategorii do 62 kg.
Jego syn Dean-Carlos Manibog, również był zapaśnikiem i olimpijczykiem z 1988 roku.

## Letnie Igrzyska Olimpijskie 1952
| Konkurencja      | Rundy eliminacyjne     | Rundy eliminacyjne   | Klas. końcowa |
| Konkurencja      | Przeciwnik I           | Przeciwnik II        | Miejsce       |
| ---------------- | ---------------------- | -------------------- | ------------- |
| 62 kg styl wolny | Henry Holmberg (SWE) P | Roger Bielle (FRA) P | 16.           |